# Sally Hayfron
Sarah Francesca "Sally" Mugabe (6 de junio de 1931-27 de enero de 1992) fue la primera esposa de Robert Mugabe (presidente de Zimbabue) y primera dama de Zimbabue desde 1987 hasta su muerte en 1992. Era conocida popularmente como Amai (Madre) en Zimbabue.

## Primeros años
Nacida como Sally Francesca Hayfron en 1931 en la Costa de Oro británica (actual Ghana), antigua colonia británica, Sally y su hermana gemela, Esther, se criaron en una familia política, que era parte de la creciente política nacionalista en la antigua colonia africana británica. Asistió a la Escuela Secundaria Achimota y, más tarde,  a la universidad para estudiar y obtener el título de maestra.
Conoció a su futuro esposo, Robert Mugabe, en la Costa de Oro británica en la Takoradi Teacher Training College, donde ambos enseñaban, y marchó con él a Rodesia del Sur, donde se casaron en abril de 1961 en Salisbury, la actual Harare.

## Exilio y familia
Como maestra calificada y cualificada que afirmó su posición como activista política independiente y activista, Hayfron demostró este activismo ya en 1962, cuando participó activamente en la movilización de mujeres africanas para desafiar la constitución de Rhodesia del Sur. Fue acusada de sedición y sentenciada a cinco años de prisión. Parte de la sentencia fue suspendida.
En 1967, Sally se exilió en Londres, y residió en el Barrio de Ealing o Ealing Broadway, West London; su estancia en Reino Unido fue financiada, al menos en parte, por la British Ariel Foundation. Esta fue una organización benéfica fundada en 1960. Tuvo vínculos estrechos con el gobierno británico, que vio la educación superior en Gran Bretaña como un medio para influir en la próxima generación de líderes africanos. Pasó los siguientes ocho años agitando y haciendo campaña por la liberación de detenidos políticos en Rodesia, incluido su esposo, que había sido arrestado en 1964 y debía permanecer encarcelado durante diez años. Su único hijo, Nhamodzenyika, que nació en 1963 durante este período de detención y encarcelamiento, sucumbiría a un grave ataque de malaria y murió en Ghana en 1966. Robert Mugabe no pudo asistir al entierro de su hijo. Su padre murió en 1970.
El Ministerio del Interior británico intentó deportarla en 1970, pero después de que su esposo, todavía en prisión, presentó una solicitud al primer ministro británico, Harold Wilson, y al Ministerio de Relaciones Exteriores y de la Mancomunidad de Naciones, se le otorgó la residencia británica. Su caso de residencia fue apoyado por dos ministros del gobierno británico en particular: el diputado laborista Maurice Foley y el miembro conservador Lord Lothian.
Con la liberación de Robert Mugabe en 1975 y la posterior partida de este a Mozambique con Edgar Tekere, Sally se reencuentra a su esposo en Maputo. Aquí, se lanzó al nuevo papel de figura materna de los miles de refugiados creados por la guerra civil de Rodesia. Esto le valió el popular título Amai (Madre).

## Regreso a la política
En 1978 fue elegida vicesecretaria de ZANU-PF para la Liga de Mujeres. En 1980 tuvo que hacer un ajuste rápido a un nuevo papel nacional de la esposa del primer primer ministro negro de Zimbabue. Ella se convirtió oficialmente en la primera dama de Zimbabue en 1987 cuando su esposo se convirtió en el segundo presidente del país. Fue elegida secretaria general de la Liga de Mujeres del ZANU-PF en el Congreso del Partido de 1989.
También fundó el Zimbabue Child Survival Movement (Movimiento de supervivencia infantil de Zimbabue). Sally Mugabe lanzó la Cooperativa de Mujeres de Zimbabue en el Reino Unido en 1986 y apoyó a Akina Mama wa Afrika, una organización de mujeres africanas con sede en Londres que se enfoca en el desarrollo y las cuestiones de la mujer en África y el Reino Unido.

## Muerte y recuerdo

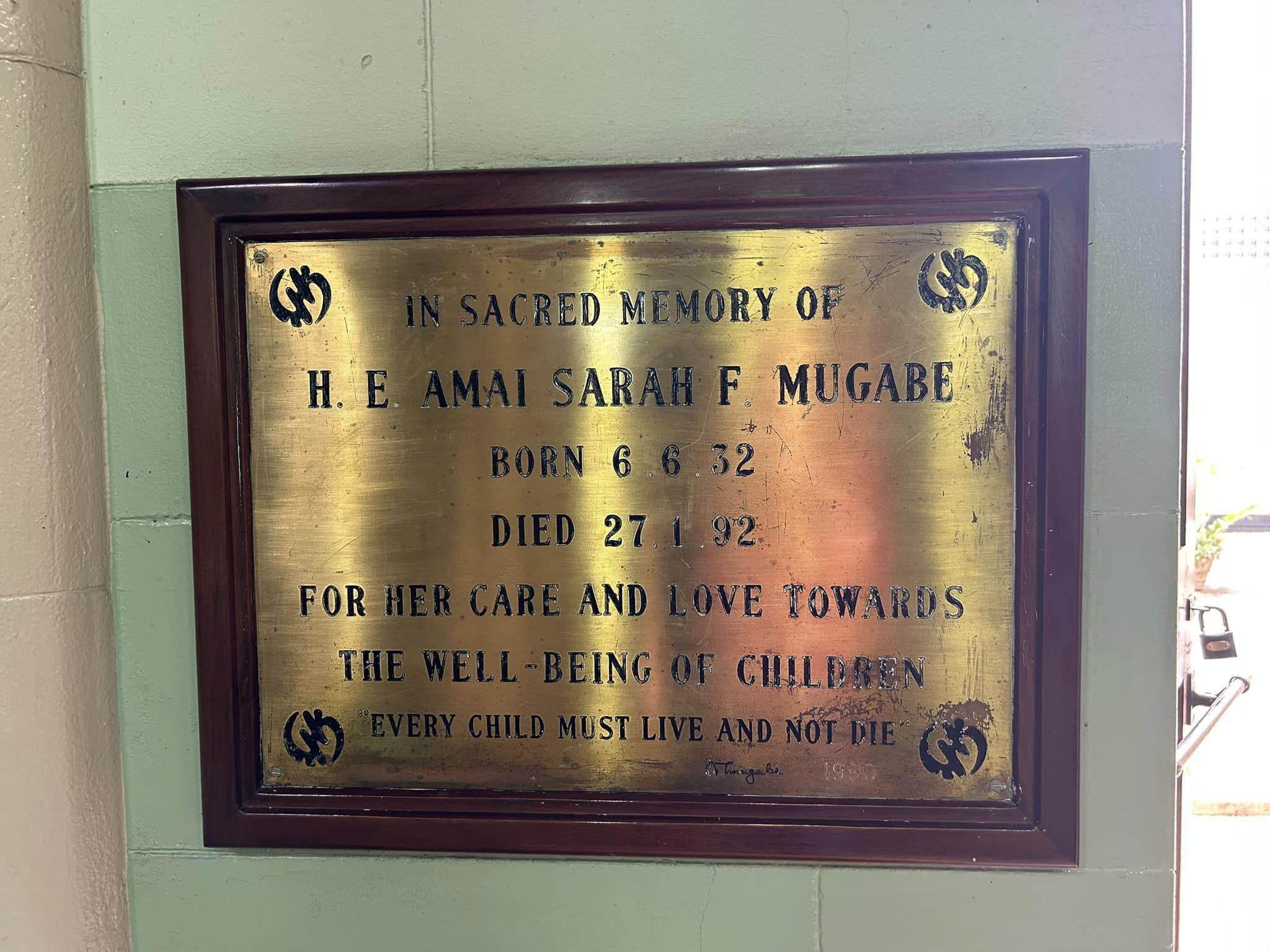
Placa dedicada a Sally Mugabe en la catedral de Harare, Zimbabue

Hayfron murió el 27 de enero de 1992 por insuficiencia renal. Tras su muerte fue enterrada en el Acre de los Héroes Nacionales en Harare, Zimbabue. En 2002, para conmemorar el décimo aniversario de su muerte, Zimbabue emitió un conjunto de cinco estampillas postales, de un diseño común, utilizando dos fotografías diferentes, cada una de las cuales aparecía en dos de las denominaciones. Ella es recordada cariñosamente con amor y afecto, ya que todavía se la considera la madre fundadora de la nación de Zimbabue.